# فن كمبودي

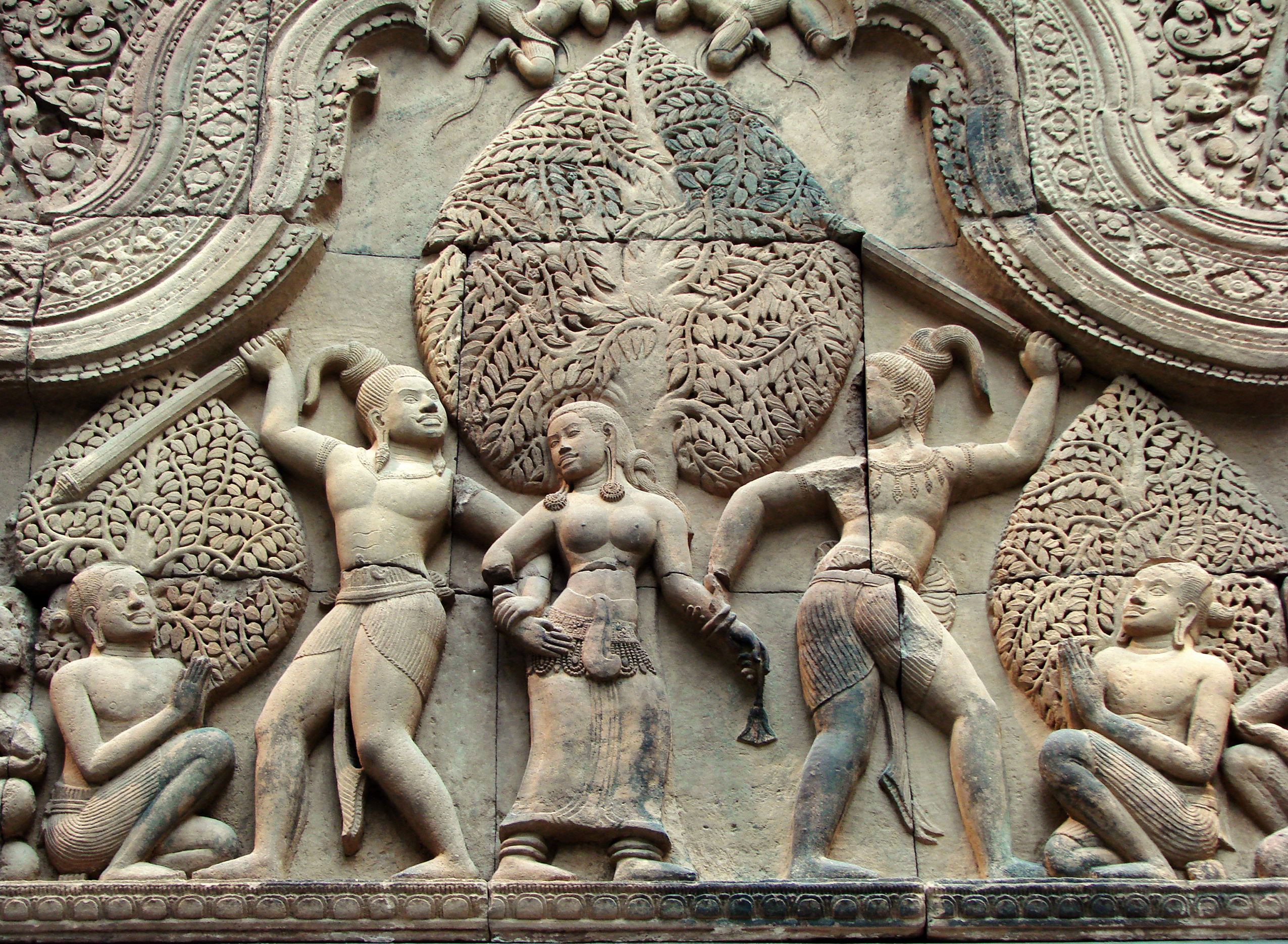

يمتد تاريخ الفن الكمبودي (بالخميرية: សិល្បៈខ្មែរ)‏ قرونًا إلى العصور القديمة، ولكن كانت فترة الفن الخميري للإمبراطورية الخميرية (802-1431) الأكثر شهرةً بلا شك، خاصةً في المنطقة المحيطة بأنغكور وفي مجمع معابد القرن الثاني عشر أنغكور وات، الذي كان في البداية معبدًا هندوسيًا ثم أصبح بوذيًا. هُجرت هذه المواقع وغيرها بعد انهيار الإمبراطورية وكساها العشب، ما سمح ببقاء الكثير من المنحوتات الحجرية والعمارة العائدة لتلك الحقبة حتى يومنا هذا. تشمل الفنون والحرف التقليدية الكمبودية المنسوجات، والأقمشة غير المنسوجة، وصياغة الفضة، والنحت الحجري، والورنيش، والخزف، وجداريات الوات وصنع الطائرات الورقية.
بدأ اسلوب الفن الحديث في كمبوديا منذ منتصف القرن العشرين، لكن تراجعت الفنون التقليدية والحديثة في أواخر القرن العشرين لعدة أسباب، منها قتل الخمير الحمر للفنانين. شهدت البلاد انتعاشًا فنيًا مؤخرًا بسبب زيادة الدعم من الحكومات والمنظمات غير الحكومية والسياح الأجانب.
أُنتجت الأعمال الفنية والحرفية في كمبوديا ما قبل الاستعمار عمومًا إما بواسطة الريفيين غير المتخصصين للاستخدام العملي، أو بواسطة الفنانين المهرة الذين أنتجوا أعمالًا للقصر الملكي. في كمبوديا المعاصرة، دخلت العديد من التقاليد الفنية فترةً من التدهور أو حتى التوقف عن ممارستها، لكن شهدت البلاد نهضة فنية حديثة مع ازدياد سوق السياحة وساهمت الحكومات والمنظمات غير الحكومية في الحفاظ على الثقافة الكمبودية.

## النحت الحجري
تزين أشهر المنحوتات الحجرية في كمبوديا معابد أنغكور «المشهورة بحجم وغنى وتفاصيل منحوتاتها». ولكن أصبح فن النحت الحجري نادرًا في العصر الحديث، وذلك بسبب بقاء المنحوتات القديمة سليمةً لقرون (ما لغى حاجة استبدالها) وبسبب استخدام قوالب أسمنتية معمارية المعابد الحديثة. بحلول السبعينيات والثمانينيات، فقدت حرفة نحت الحجر تقريبًا.
ولكن، أدت الجهود المبذولة لترميم أنغكور في أواخر القرن العشرين إلى طلب جديد على نحاتي الحجارة المهرة لاستبدال القطع المفقودة أو التالفة، فنشأ أسلوب جديد في النحت الحجري لتلبية هذه الحاجة. كان معظم النحت الحديث بالنمط التقليدي، لكن جرب بعض النحاتين التصاميم المعاصرة. كما تجدد الاهتمام باستخدام النحت الحجري في معابد الوات الحديثة. تُصنع المنحوتات الحديثة عادةً من الحجر الرملي من بانتياي مينتشي، وتستخدم الأحجار من بورسات و كومبونغ توم أيضًا.

## الجداريات

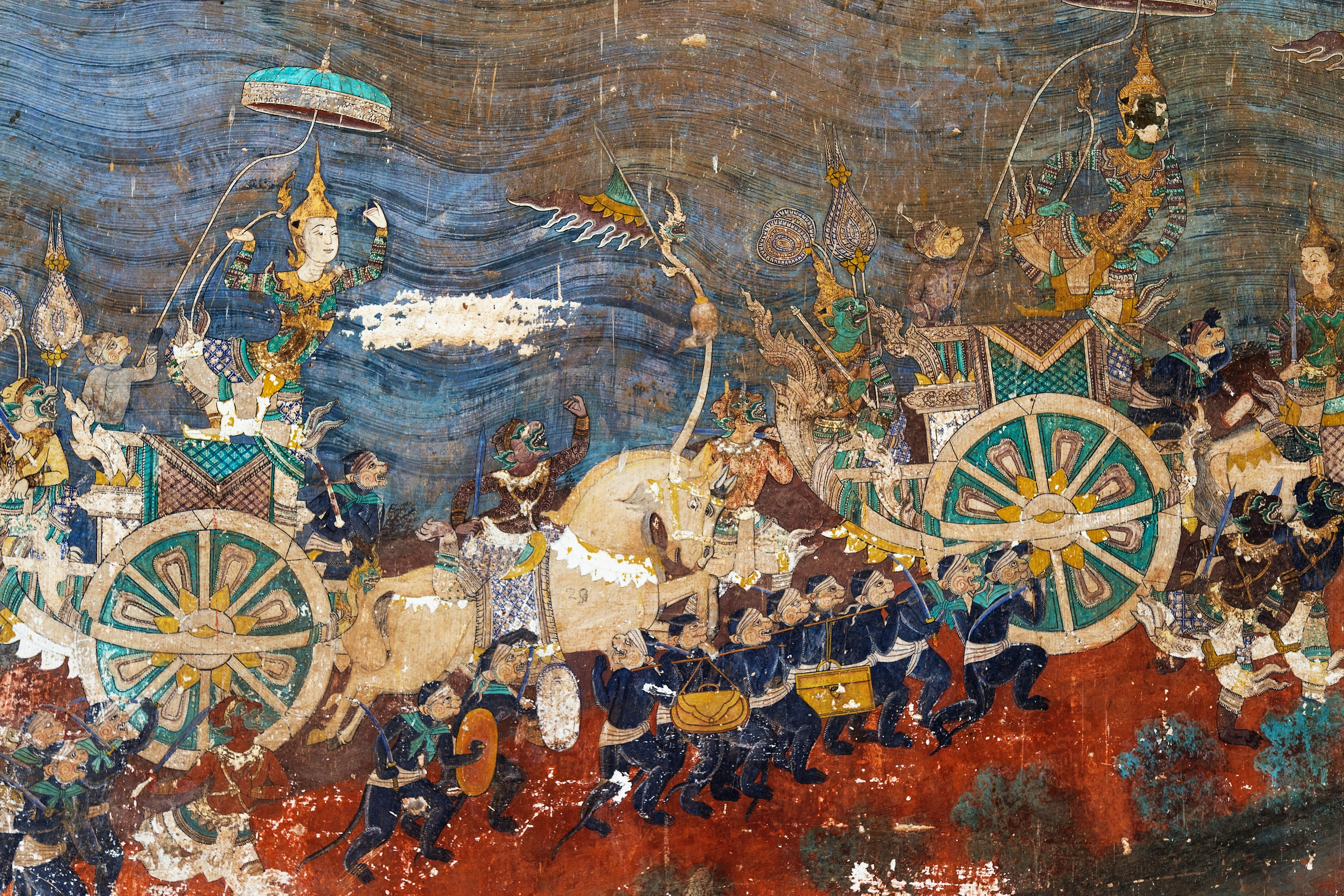
لوحات تصور مشاهد من Reamker

لم تنجو سوى بعض جداريات وات التاريخية في كمبوديا، بسبب الدمار الحاصل خلال الحرب الأخيرة. في الستينيات القرن الماضي، صور مؤرخا الفن غاي وجاكلين نافيليان جداريات من القرن التاسع عشر، ما وفر سجلاً لهذا التراث الثقافي المفقود. وتعد لوحة أشهر اللوحات الجدارية الباقية موجودة في الباغودا الفضي في بنوم بنه، ووات راجابو في مقاطعة سيم رياب، ووات كومبونغ ترالاش ليو في مقاطعة كومبونغ تشنانغ. في العقد الماضي، شهدت جداريات الوات انتعاشًا، لكن كانت الجداريات كمبوديا القديمة عمومًا أكثر دقةً وتفصيلًا.

## المنسوجات
يملك نسج الحرير في كمبوديا تاريخ طويل. تعود هذه الممارسة إلى أواخر القرن الثالث عشر. وفقًا لسجل تشو دغوان، «لا ينتج أحدًا من السكان المحليين الحرير. ولا تعرف النساء كيفية الخياطة والرتق بالإبرة والخيط. الشيء الوحيد الذي يمكنهم فعله هو نسج قطن القابوق. لكنهم لا يستطيعون غزل الخيوط، بل يستخدمون أيديهم فقط لتجميع القماش في خيوط. لا يستخدمون النول للنسج. وبدلاً من ذلك، يلفون أحد طرفي القماش حول خصرهم، ويعلقون الطرف الآخر على نافذة، ويستخدمون عود خيزران كمكوك». ذكر تشو أن سكان سيام جلبوا إنتاج الحرير إلى أنغكور، «في السنوات الأخيرة، جاء الناس من سيام للعيش في كمبوديا، وعلى عكس السكان المحليين، عملوا في إنتاج الحرير. جاءت جميع أشجار التوت التي يزرعونها وديدان القز التي يربوها من سيام. ينسجون بأنفسهم الحرير في ملابس مصنوعة من حرير أملس أسود مزخرف».